# リクエスト・カバーズ
『リクエスト・カバーズ』は、日本の女性アイドル・岩佐美咲のカバーアルバム。2013年11月6日に徳間ジャパンコミュニケーションズから発売された。

## 背景とリリース
2013年6月20日から8月10日に掛けて募集した「AKB48初の演歌歌手岩佐美咲に歌って欲しい演歌・歌謡曲」のリクエスト上位12位までの楽曲を収録している。収録曲は、9月17日に行われた「もしも私が空に住んでいたら」リリース記念ミニライブ&握手会で発表された。
アルバムは限定盤と通常盤の2種類がリリースされた。限定盤にはDVDが付属しており、通常盤には一部収録曲のカラオケバージョンがボーナストラックとして収録されている。ジャケットは限定盤と通常盤で異なっている。また、限定盤および通常盤の初回生産分には「ダブル購入応募特典」が封入されており、両形態の特典をそろえることにより抽選でプレゼントが当たる企画が設けられた。
アルバムの曲順はリクエスト順位の降順となっている。

## イベント・特典
初回生産限定盤・通常盤両方購入した人には、 Aコースのカバーアルバム発売記念!カバを“わさみん”と見に行くツアーの他複数の特典コースが用意されている。
発売日前後に、発売記念イベントとして、11月5日に東京（渋谷区）、6日は大阪（岸和田市）・兵庫（尼崎市）、7日に鈴鹿、8日には茨城（つくば市）、9日は埼玉（蕨市）、10日に埼玉（上尾市）が行われた。

## 収録トラック

### 限定盤
| #   | タイトル                     | 作詞         | 作曲           | 編曲           | 時間 |
| --- | ---------------------------- | ------------ | -------------- | -------------- | ---- |
| 1.  | 「越冬つばめ」               | 石原信一     | 篠原義彦       | SHIKI          | 4:03 |
| 2.  | 「つぐない」                 | 荒木とよひさ | 三木たかし     | 生田真心       | 3:54 |
| 3.  | 「北の宿から」               | 阿久悠       | 小林亜星       | SHIKI          | 3:54 |
| 4.  | 「ブルー・ライト・ヨコハマ」 | 橋本淳       | 筒美京平       | 野中“まさ”雄一 | 3:05 |
| 5.  | 「ハナミズキ」               | 一青窈       | マシコタツロウ | 佐々木裕       | 5:21 |
| 6.  | 「なごり雪」                 | 伊勢正三     | 伊勢正三       | 板垣祐介       | 4:04 |
| 7.  | 「愛のままで…」              | 花岡優平     | 花岡優平       | 野中“まさ”雄一 | 4:42 |
| 8.  | 「待つわ」                   | 岡村孝子     | 岡村孝子       | 増田武史       | 4:26 |
| 9.  | 「涙そうそう」               | 森山良子     | BEGIN          | 生田真心       | 4:22 |
| 10. | 「ラヴ・イズ・オーヴァー」   | 伊藤薫       | 伊藤薫         | 野中“まさ”雄一 | 4:38 |
| 11. | 「時の流れに身をまかせ」     | 荒木とよひさ | 三木たかし     | 増田武史       | 4:07 |
| 12. | 「赤いスイートピー」         | 松本隆       | 呉田軽穂       | 佐々木裕       | 3:38 |

| #  | タイトル                                                              | 作詞 | 作曲・編曲 |
| -- | --------------------------------------------------------------------- | ---- | ---------- |
| 1. | 「「愛のままで…」RECORDING MOVIE」                                    |      |            |
| 2. | 「「リクエスト・カバーズ」MAKING MOVIE」                              |      |            |
| 3. | 「特典映像「歌手としての心得 秋元順子さんに聞かせていただきました」」 |      |            |

### 通常盤
トラック13以降はボーナストラック。
| #   | タイトル                             | 作詞         | 作曲           | 編曲           |
| --- | ------------------------------------ | ------------ | -------------- | -------------- |
| 1.  | 「越冬つばめ」                       | 石原信一     | 篠原義彦       | SHIKI          |
| 2.  | 「つぐない」                         | 荒木とよひさ | 三木たかし     | 生田真心       |
| 3.  | 「北の宿から」                       | 阿久悠       | 小林亜星       | SHIKI          |
| 4.  | 「ブルー・ライト・ヨコハマ」         | 橋本淳       | 筒美京平       | 野中“まさ”雄一 |
| 5.  | 「ハナミズキ」                       | 一青窈       | マシコタツロウ | 佐々木裕       |
| 6.  | 「なごり雪」                         | 伊勢正三     | 伊勢正三       | 板垣祐介       |
| 7.  | 「愛のままで…」                      | 花岡優平     | 花岡優平       | 野中“まさ”雄一 |
| 8.  | 「待つわ」                           | 岡村孝子     | 岡村孝子       | 増田武史       |
| 9.  | 「涙そうそう」                       | 森山良子     | BEGIN          | 生田真心       |
| 10. | 「ラヴ・イズ・オーヴァー」           | 伊藤薫       | 伊藤薫         | 野中“まさ”雄一 |
| 11. | 「時の流れに身をまかせ」             | 荒木とよひさ | 三木たかし     | 増田武史       |
| 12. | 「赤いスイートピー」                 | 松本隆       | 呉田軽穂       | 佐々木裕       |
| 13. | 「越冬つばめ（カラオケ）」           |              |                |                |
| 14. | 「つぐない（カラオケ）」             |              |                |                |
| 15. | 「北の宿から（カラオケ）」           |              |                |                |
| 16. | 「愛のままで…（カラオケ）」          |              |                |                |
| 17. | 「時の流れに身をまかせ（カラオケ）」 |              |                |                |